# Kina Konova
Kina Konova, född 1872, död 1952, var en bulgarisk feminist. Hon var en av grundarna till Bulgariska Kvinnounionen (1901).